# 大宝陣
大宝 陣（大寳、おおたから じん、1872年1月8日（明治4年11月28日） - 1954年（昭和29年）12月17日）は、明治から昭和時代前期の政治家、実業家。貴族院多額納税者議員。

## 経歴
愛知県海西郡大宝新田（宝地村大宝新田を経て、海部郡飛島村大宝）の大地主。先代・大宝陣の長男として生まれ、1899年（明治32年）5月、家督を相続し、襲名する。愛知開墾取締役、大宝農林部、旭産業各代表などを経て、1908年（明治41年）2月5日に愛知県多額納税者として貴族院議員に互選されたが、同月22日に依願退職した。

## 親族
- 義兄：石河光煕（姉の夫、男爵）[1]